# Чамараджендра Водеяр X
Махараджа  Чамараджендра Водеяр X (Чамараджа Водеяр X; канн. ಚಾಮರಾಜ ಒಡೆಯರ್; 22 февраля 1863 — 28 декабря 1894) — 23-й махараджа княжества Майсур из династии Водеяров (23 сентября 1868 — 28 декабря 1894).

## Биография
Чамараджендра Водеяр X родился в Старом дворце в Майсуре 22 февраля 1863 года. Третий сын Сардара Чикки Кришнараджа Урса из ветви Беттада-Котэ правящего клана. Его отец умер (4 февраля 1863 года) примерно за неделю до его рождения. Его мать, Раджкумари Путаммани Деви, была старшей дочерью Махараджи Кришнараджи Водеяра III. Не имея законных наследников мужского пола, рожденных в браках, Кришнараджа Водеяр III решил усыновить своего внука Чамараджендру. Это решение было принято махараджей 18 июня 1865 года и получило признание британского правительства Индии 16 апреля 1867 года.
Кришнараджа Водеяр III скончался 27 марта 1868 года в возрасте 73 лет, а его приёмный сын Чамараджендра Водеяр X вступил на трон в княжеском дворце Майсура 23 сентября 1868 года. Однако с 1831 года Княжество Майсур находилось под прямым управлением британского правительства, которое ранее отстранило от управления махараджу Кришнараджу Водеяра по обвинению в злоупотреблении властью. Позднее Тайный Совет Соединенного Королевства распорядился об отмене решения Британской Ост-Индской компании о присоединении княжества Майсур. Согласно акту о толковании 1881 года, княжеское государство Майсур было восстановлено и возвращено династии Водеяров. Чамараджендра Водеяр X был подготовлен англичанами, чтобы взять на себя руководство администрацией. Он официально получил бразды правления 25 марта 1881 года.

## Правление

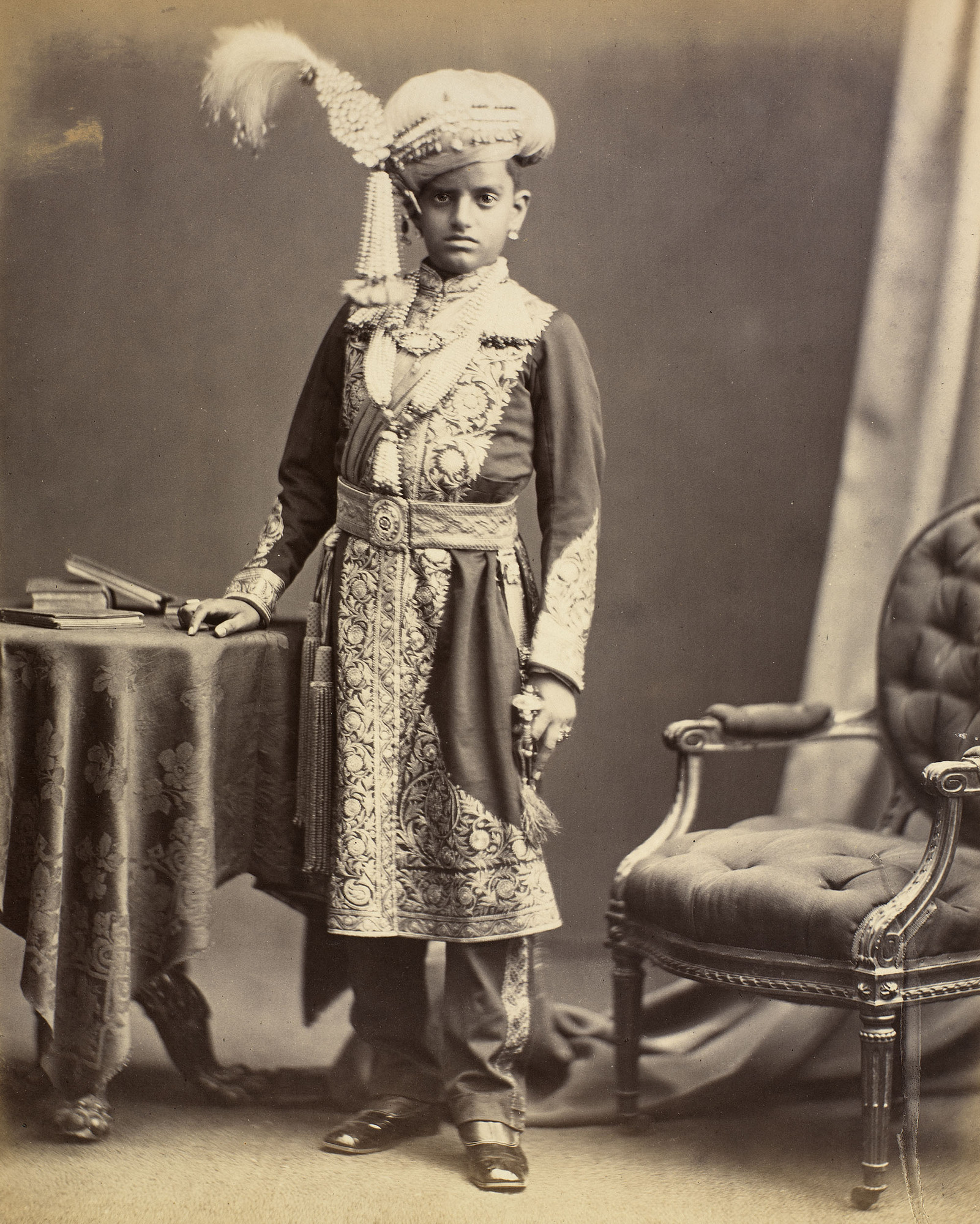
Чамараджендра Водеяр X, махараджа Майсура, в 1877 году

Хотя его правление оказалось недолгим, он оставил неизгладимый след в Княжестве Майсур.
Он учредил Представительное Собрание Княжества Майсур в 1881 году. Это был первый современный демократический законодательный институт такого рода в княжеской Индии. Он спонсировал знаменитое путешествие Свами Вивекананды в Чикаго в 1893 году, чтобы тот смог представить индуизм на Всемирном парламенте религий. Чамараджендра Водеяр X дал первенство женскому образованию и основал Школу Башойдживини (обучение на языке каннада). Он дал толчок индустриализации Княжества Майсур, учредив несколько промышленных школ и проведя ежегодную промышленную выставку Dasara. Он содействовал созданию сельскохозяйственных банков для оказания помощи в финансировании фермеров и инициировал страхование жизни государственных служащих.
Многие из самых известных достопримечательностей Майсура и Бангалора обязаны своим существованием именно ему. Видными среди них являются::
- Бангалорский дворец, Бангалор
- Лал Гласс Хаус, Бангалор
- Институт восточных исследований Майсура[англ.] (основан в 1891 году[1])
- Колледж махараджи, Майсур[англ.] (1889 год)[2]
- Санскритская школа махараджи, Майсур
- Правительственное учреждение, Майсур
- Лансдаун Базар, Майсур
- Часовая Башня Дафферин, Майсур
- Зоопарк Майсура, Майсур
- Ферн Хилл Палас, Ути.

## Покровительство

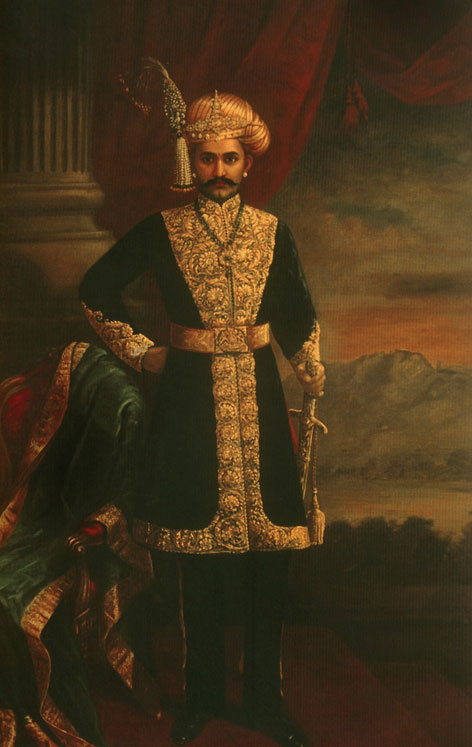
Шри Чамараджендра Водеяр X, художник Раджа Рави Варма

Чамараджендра Вадияр X был покровителем искусств и музыки. Его двор гордился такими артистами, как Вина Суббанна, Вина Сешанна, К. Васудевачарья. Среди прочих — Вина Падманабия, Майсур Каригири Рао и Бидарам Кришнаппа.
Сам Махараджа был виртуозом игры на скрипке и ежедневно сопровождал вокальные партии Вины Суббанны и Вины Шешанны в исполнении Вины Шешанны. Среди его любимых крити были Суджана Дживана и Лаванья Рама. Он также был тонким ценителем Джавали Крити (Джавали — это жанр Карнатической музыки).

## Семья

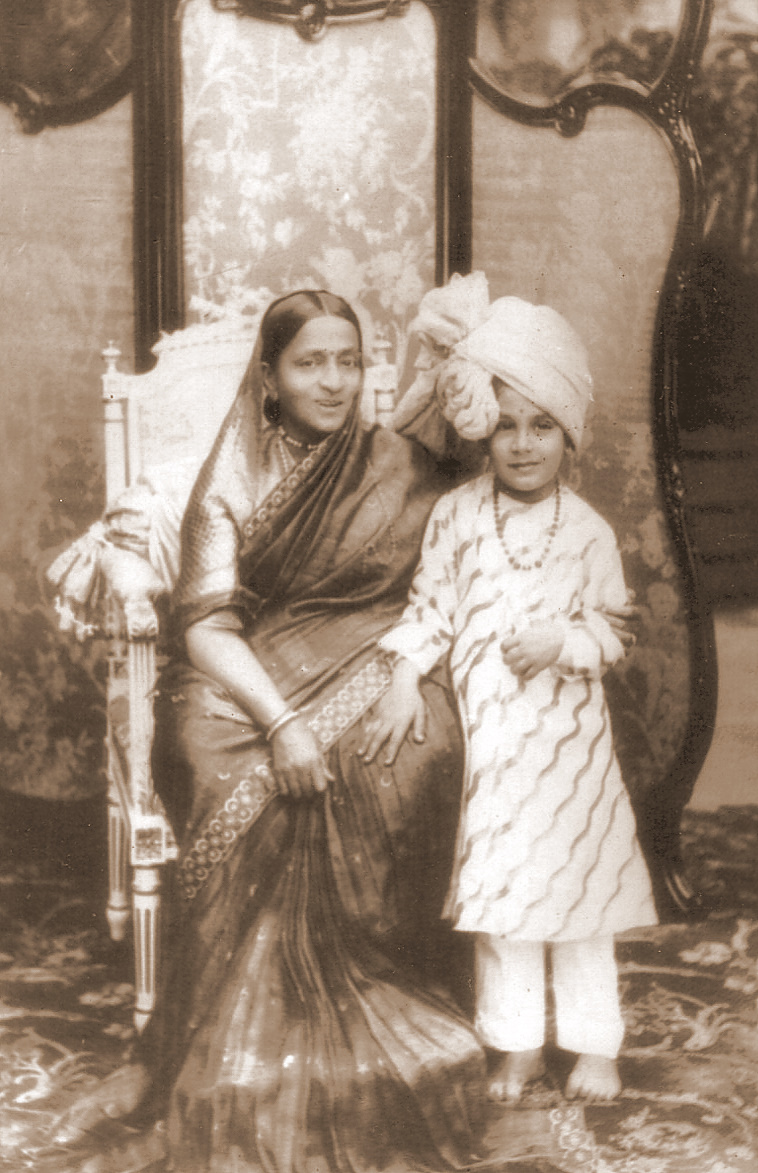
Махарани Кемпа Нанджаммани Вани Виласа Саннидхана с внуком Джаякамараджендрой Водеяром

В мае 1878 года Чамараджендра Водеяр женился на Вани Виласе Саннидхане Кемпананже Аммани Авару (1866—1934), дочери Арасу из Калале, знатного дворянина княжества Майсур. У них было четыре сына и три дочери, из которых следующие дожили до совершеннолетия:
- Кришнараджа Водеяр IV (1884—1940), 24-й махараджа Майсура (1894—1940), преемник отца.
- Принц Кантирава Нарасимхараджа Водеяр (1888—1940), отец Махараджи Джаячамараджендры Водеяра.
- Принцесса Джаялакшми Аммани (1881—1924), в 1897 году вышла замуж за своего дядю по материнской линии, Кантараджа Урса (1870—1923), 20-го Дивана Княжества Майсур (1918—1922).
- Принцесса Кришнараджа Аммани (1883—1904), с 1896 года супруга полковника Десараджа Урса (1862—1922), командующего Вооруженными Силами Майсура, из семьи Багл Могур в княжестве Майсур. У них был один сын и три дочери. Она и ее три дочери умерли от туберкулеза. В память о ней королевская семья построила санаторий Кришнаджамманни.
- Принцесса Чалувамба Аммани (1886—1936)[3], с 1900 года супруга сардара Лакшмиканта Раджи Урса, дворянина княжества Майсур.

Чамараджендра Водеяр скончался от дифтерии в Калькутте 28 декабря 1894 года в возрасте 31 года. Ему наследовал его 10-летний старший сын Кришнараджа Водеяр IV (1884—1940). Его жена, Махарани Кемпа Нанджаммани Вани Виласа Саннидхана Авару, служила регентом Княжества Майсур во время несовершеннолетия их сына (1894—1902).

## Титулатура
- Ювараджа Шри Чамараджндра Водеяр, Ювараджа Майсура.
- Его Высочество Шри Чамараджа Водеяр, Махараджа Майсура.
- Его Высочество Махараджа Шри Сэр Чамараджа Водеяр, рыцарь — великий командор Ордена Звезды Индии, Махараджа Майсура.